# الانبهار والدهشة (كتاب)
الانبهار والدهشة كتاب من تأليف الروائي اليمني زيد مطيع دماج يتناول جزءه الأول أوضاع مدينة تعز عاصمة اليمن خلال حكم الإمام أحمد، والجزء الثاني يتحدث عن رحلة المؤلف إلى القاهرة للدراسة،  صدر الكتاب عن رياض الريس للكتب والنشر عام 2000.